# Guns, God and Government Tour
Guns, God and Government — світовий аренний концертний тур американського рок-гурту Marilyn Manson. Він стартував на підтримку четвертого студійного альбому Holy Wood (In the Shadow of the Valley of Death), який було видано 13 листопада 2000 р.
Відео зі спірного концерту в Денвері, проведеного в рамках фестивалю Ozzfest, присутнє у документальній стрічці Майкла Мура 2002 р. Боулінг для Колумбіни у частині з інтерв'ю Менсона. 29 жовтня 2002 було видано відеоальбом Guns, God and Government, що складався з нарізок з різних шоу турне, які відбувалися в США, Японії, Росії та Європі.

## Виступи
Як і протягом попередніх турів концерти були надзвичайно театралізованими. Середня тривалість: 1 год. 40 хв. Фронтмен змінював кілька костюмів упродовж шоу: далматику й митру єпископа (часто плутають з папськими регаліями), костюм з таксидермічних тварин (тобто еполет з хвоста коня, сорочка з голів цапа зі здертою шкірою та страусячих хребтів), галея (шолом) у стилі римських легіонерів, поліцайський кашкет Альґемайне СС, чорний шкіряний корсет, стринги й підв'язки, чорно-біла шуба та конічна висока спідниця, котра піднімала виконавця вгору на 12 метрів.
На початку шоу дві оголені дівчини у масках коней, стилізованих під часи Римської імперії, витягали на сцену Менсона у стімпанковому варіанті римської колісниці. Менсон полишає колісницю, вибух феєрверків сигналізує про початок першої пісні.
Під час виконання «The Love Song» лідер групи носить одяг єпископа, який він потім скидає, щоб показати свій чорний шкіряний корсет. На «Valentine's Day» Менсон також виступає в одязі єпископа, стоячи на колінах за геофлекторієм, який підпирають дві відрубані голови, що схожі на фронтмена.
Під час деяких шоу на сцені були присутні дві танцівниці. Для виконання «Antichrist Superstar» традиційно встановлювали подіум, проте спереду замість логотипу ери Antichrist Superstar на ньому було розп'яття з двох рушниць. 24 лютого 2001 на концерті в Москві, Росія, двоє російських військовиків стояли по обидві сторони від трибуни.
На «Cruci-Fiction in Space» платформа, схована великою конічною спідницею, піднімала фронтмена вгору на 12 м (схожу картину можна побачити у відеокліпі «Disposable Teens»). На задньому фоні сцени часто висіли: напис «Holy Wood», обкладинка синглу «Disposable Teens», спалений прапор США.

## Інциденти
25 листопада 2000 під час виступу в м. Нью-Йорк барабанщик Джинджер Фіш зламав ключицю, впавши з барабанної установки після того, як Менсон зруйнував її наприкінці шоу. Менеджер гурту супроводив музиканта до лікарні, де йому надали допомогу, після чого він покинув заклад. За словами представника Interscope, гурт не мав наміру пропустити жодної дати у зв'язку з травмою, Фіш гратиме ушкодженою рукою на перев'язі. Проте гурт скасував виступ запланований на 5 грудня 2000 у м. Толідо, оскільки за 10 хв. до початку травма барабанщика знову нагадала про себе.
Група також змушена відмінити концерт 12 грудня 2000 через хуртовину, котра замела м. Піорія, штат Іллінойс, де гурт виступав 11 грудня. Сніг товщиною 23 см та буря перешкодили колективу дістатися місця призначення.

### Протести й конфлікти
Як і деякі попередні тури Guns, God and Government Tour спричинив хвилю протестів релігійних і громадських груп. 19 листопада 2000 християнські активісти безуспішно намагалися добитися скасування виступу гурту в Рочестері, штат Нью-Йорк. Як наслідок, шоу відвідали демонстранти, які приставали до фанів, котрі стояли в черзі, кричачи й скандуючи: «Чому ви поклоняєтеся дияволу?» Влада міста була змушена відправити полісменів, деяких верхи на конях, щоб взяти ситуацію під контроль. Фраґменти з концерту стали доступними для перегляду на офіційному сайті гурту MarilynManson.com (наразі видалено).
На виступ у Денвері, штат Колорадо, 22 червня 2001 р. звернули увагу безліч новинних медіа. Шоу відбулось у рамках фестивалю важкої музики Ozzfest, воно стало першим для групи у цьому штаті після бійні у школі Колумбайн у сусідньому Літлтоні 20 квітня 1999. Гурт звинувачували в провокуванні Еріка Гарріса й Ділана Клеболда на вбивство своїх однокласників, пізніше ці повідомлення виявилися неправдивими. Спочатку гурт відмовився від шоу через проблеми з графіком, однак згодом вони змінили свої плани. Колектив зіштовхнувся із серйозним опором консервативних груп, Менсон отримав численні погрози смерті із закликами скасувати концерт. Група церковних лідерів та сім'ї, пов'язані з трагедією в Колумбайн, спеціально створили організацію під назвою «Громадяни за мир і повагу» (англ. «Citizens for Peace and Respect»), яку підтримав губернатор штату Колорадо Білл Оуенс і член палати представників від Колорадо Том Танкредо. Група провела мітинг за межами «Mile High Stadium», де організатор, молодіжний пастор Джейсон Дженз, виступив з промовою, заявивши: «Marilyn Manson думають, що вони можуть прийти в наше місто для пропаганди ненависті, насильства, самогубства, смерті, наркотиків і поведінки подібної до дій злочинців у Колумбайнській трагедії, я їм кажу: „Ви це зробити лише з боєм“». Він також сказав: «Ми не вважаємо, що Менсон призів до бійні у Колумбайн, але він заохочує й легітимізує такі вчинки». Мерілін Менсон відповів на звинувачення «Громадян за мир і повагу» заявою:
| Ліві лапки | Я щиро вражений, що релігійні групи досі нападають на індустрію розваг і використовують ці трагедії як жалюгідні виправдання своїй власній корисливій рекламі. У відповідь на їхні протести, я зроблю шоу, де я поєднаю виконання своїх пісень з корисним читанням Біблії. Таким чином, прихильники не чутимуть лише мою, так звану «насильницьку» точку зору, ми також можемо розглянути моральність чудових «християнських» історій хвороб, убивств, перелюбу, самогубства та принесення в жертву дітей. Це здається мені чимось на кшталт 'розваги'. | Праві лапки |

У відповідь «Громадянам за мир і повагу» група прихильників Marilyn Manson сформували організацію під назвою «Громадяни за захист права на свободу слова». Група провела мітинг перед будинком законодавчих зборів штату Колорадо, організатор Карріен Ендрюс, матір трьох дітей, заявила: «Ми просто хотіли показати, що Джейсон Дженз не говорить від імені всієї нашої громади», і що вони обурюються «коли їм вказують, як бути хорошими батьками».
Інший інцидент трапився 25 серпня 2001 у Глазго, Шотландія. Члени громади Глазго вимагали скасування виступу гурту на фестивалі «The Gig on the Green». На початку серпня учасники Католицького харизматичного руху протестували у центральному бізнесовому районі міста, де міська рада Глазго розглядала останню заявку на надання ліцензії на проведення фестивалю. Причиною акції були виступи Емінема та Marilyn Manson. Обидві спроби провалилися.

### Судові процеси
Девід Діас, співробітник служби безпеки на концерті 27 жовтня 200 в Міннеаполісі, штат Міннесота, подав позов на $75 тис. у федеральний суд Міннеаполісу. Суд присяжних виніс рішення на користь Менсона.
В іншому позові фронтмен звинувачувається у сексуальному домаганні охоронця Джошуа Кіслера 30 липня 2001 під час виступу в Кларкстоні, штат Мічиган, де лідер гурту тер його голову об свою промежину, але суддя кваліфікував це як хуліганство. Менсон не став заперечувати остаточному пред'явленому звинуваченню й сплатив $4 тис. штрафу.

### Арешти
5 лютого 2001 після виступу в Марино, Італія, поліція заарештувала Меріліна Менсона через справу в міланському суді про забиття до смерті черниці двома дівчинами. Під час рейду в будинок підозрюваних поліція знайшла зображання розп'ять, пентаграми й тексти пісень Marilyn Manson. Лідера гурту відпустили через відсутність доказів того, що злочинців на такі дії надихнула музика групи.
Наступного дня Менсона знову заарештували після шоу в Болоньї, Італія. Цього разу фронтмена звинувачували в публічному оголенні на концерті дворічної давнини в Імолі, що відбувся в рамках туру Rock Is Dead Tour.

## Сет-лісти
Протягом туру в сет-ліст вносилися незначні зміни. Нижче наведено перелік пісень, які звучали найчастіше, у порядку, в котрому вони зазвичай виконувалися:
«Count to Six and Die» (Intro)
- «Irresponsible Hate Anthem»
- «The Death Song»
- «Disposable Teens»
- «Great Big White World»
- «Tourniquet»
- «The Fight Song»
- «The Nobodies»
- «My Monkey»
- «Lunchbox»
- «Rock Is Dead»
- «The Dope Show»
- «Cruci-Fiction in Space»
- «Burning Flag»
- «Sweet Dreams (Are Made of This)»
- «Valentine's Day»
- «The Love Song»
- «The Beautiful People»
- «1996»

«God Bless America» (Intro)
- «Irresponsible Hate Anthem»
- «The Reflecting God»
- «Disposable Teens»
- «The Fight Song»
- «The Nobodies»
- «Rock Is Dead»
- «The Dope Show»
- «Cruci-Fiction in Space»
- «Sweet Dreams (Are Made of This)»
- «The Love Song»
- «Rock n Roll Nigger»
- «Antichrist Superstar»
- «The Beautiful People»

## Учасники
- Мерілін Менсон — вокал
- Джон 5 — гітара
- Твіґґі Рамірез — бас-гітара
- Мадонна Вейн Ґейсі — клавішні
- Джинджер Фіш — барабани

На розігріві
- gODHEAD
- The Union Underground
- Cold
- Disturbed
- Professional Murder Music (лише в Портленді та Сієтлі)

## Дати концертів
| №                | Дата              | Місто                             | Країна           | Місце проведення                              |
| Північна Америка | Північна Америка  | Північна Америка                  | Північна Америка | Північна Америка                              |
| ---------------- | ----------------- | --------------------------------- | ---------------- | --------------------------------------------- |
| 1                | 27 жовтня 2000    | Міннеаполіс, штат Міннесота       | США              | Orpheum Theatre                               |
| 2                | 28 жовтня 2000    | Мілвокі, штат Вісконсин           | США              | Eagles Ballroom                               |
| 3                | 30 жовтня 2000    | Сент-Луїс, штат Міссурі           | США              | Fox Theatre                                   |
| 4                | 31 жовтня 2000    | Канзас-Сіті (Канзас)              | США              | Kansas International Raceway                  |
| 5                | 2 листопада 2000  | Талса, штат Оклахома              | США              | Brady Theatre                                 |
| 6                | 3 листопада 2000  | Г'юстон, штат Техас               | США              | Aerial Theatre                                |
| 7                | 4 листопада 2000  | Новий Орлеан, штат Луїзіана       | США              | State Palace Theatre                          |
| 8                | 6 листопада 2000  | Шарлотт, штат Північна Кароліна   | США              | Independence Arena                            |
| 9                | 7 листопада 2000  | Атланта, штат Джорджія            | США              | Tabernacle                                    |
| 10               | 9 листопада 2000  | Орландо, штат Флорида             | США              | Hard Rock Live                                |
| 11               | 10 листопада 2000 | Тампа, штат Флорида               | США              | USF Sundome                                   |
| 12               | 11 листопада 2000 | Санрайз, штат Флорида             | США              | Sunrise Musical Theatre                       |
| 13               | 13 листопада 2000 | Ґрінсборо, штат Північна Кароліна | США              | War Memorial Auditorium                       |
| 14               | 15 листопада 2000 | Філадельфія, штат Пенсильванія    | США              | Electric Factory Ballroom                     |
| 15               | 16 листопада 2000 | Філадельфія, штат Пенсильванія    | США              | Electric Factory Ballroom                     |
| 16               | 18 листопада 2000 | Торонто                           | Канада           | Massey Hall                                   |
| 17               | 19 листопада 2000 | Рочестер, штат Нью-Йорк           | США              | Blue Cross Arena                              |
| 18               | 21 листопада 2000 | Ферфакс, штат Вірджинія           | США              | Patriot Center                                |
| 19               | 22 листопада 2000 | Лоуелл, штат Массачусетс          | США              | Tsongas Arena                                 |
| 20               | 24 листопада 2000 | Нью-Йорк, штат Нью-Йорк           | США              | Hammerstein Ballroom                          |
| 21               | 25 листопада 2000 | Нью-Йорк, штат Нью-Йорк           | США              | Hammerstein Ballroom                          |
| 22               | 28 листопада 2000 | Детройт, штат Мічиган             | США              | State Theater                                 |
| 23               | 29 листопада 2000 | Детройт, штат Мічиган             | США              | Cobo Arena                                    |
| 24               | 1 грудня 2000     | Медісон, штат Вісконсин           | США              | Dane County Expo                              |
| 25               | 2 грудня 2000     | Чикаго, штат Іллінойс             | США              | UIC Pavilion                                  |
| 26               | 4 грудня 2000     | Індіанаполіс, штат Індіана        | США              | Murat Center                                  |
| 27               | 5 грудня 2000     | Толідо, штат Огайо                | США              | Toledo Sports Arena (Скасовано)               |
| 28               | 7 грудня 2000     | Колумбус, штат Огайо              | США              | Veterans Memorial Auditorium                  |
| 29               | 8 грудня 2000     | Клівленд, штат Огайо              | США              | CSU Convocation Center                        |
| 30               | 9 грудня 2000     | Піттсбург, штат Пенсильванія      | США              | Mellon Arena                                  |
| 31               | 11 грудня 2000    | Піорія, штат Іллінойс             | США              | Peoria Civic Center                           |
| 32               | 12 грудня 2000    | Омаха, штат Небраска              | США              | Omaha Civic Auditorium (Скасовано)            |
| 33               | 13 грудня 2000    | Веллі-Центер, штат Канзас         | США              | Kansas Coliseum                               |
| 34               | 15 грудня 2000    | Сан-Антоніо, штат Техас           | США              | Freeman Coliseum                              |
| 35               | 16 грудня 2000    | Даллас, штат Техас                | США              | Bronco Bowl                                   |
| 36               | 3 січня 2001      | Ванкувер                          | Канада           | Queen Elizabeth Theatre                       |
| 37               | 5 січня 2001      | Портленд, штат Орегон             | США              | Arlene Schnitzer Concert Hall                 |
| 38               | 6 січня 2001      | Сієтл                             | США              | Mercer Arena                                  |
| 39               | 10 січня 2001     | Сан-Хосе, штат Каліфорнія         | США              | Event Center Arena                            |
| 40               | 11 січня 2001     | Санта-Барбара, штат Каліфорнія    | США              | Arlington Theater                             |
| 41               | 13 січня 2001     | Лос-Анджелес, штат Каліфорнія     | США              | Grand Olympic Auditorium                      |
| Європа (весна)   |                   |                                   |                  |                                               |
| 42               | 21 січня 2001     | Бірмінгем                         | Англія           | National Exhibition Centre                    |
| 43               | 22 січня 2001     | Манчестер                         | Англія           | Evening News Arena                            |
| 44               | 24 січня 2001     | Лондон                            | Англія           | Docklands Arena                               |
| 45               | 25 січня 2001     | Париж                             | Франція          | Le Zenith                                     |
| 46               | 27 січня 2001     | Більбао                           | Іспанія          | Pavellon de la Casilla                        |
| 47               | 28 січня 2001     | Барселона                         | Іспанія          | Pavellon de Valle Hebron                      |
| 48               | 31 січня 2001     | Гамбург                           | Німеччина        | Sporthalle                                    |
| 49               | 1 лютого 2001     | Кельн                             | Німеччина        | Palladium                                     |
| 50               | 3 лютого 2001     | Мілан                             | Італія           | Fila Forum                                    |
| 51               | 5 лютого 2001     | Марино                            | Італія           | Palaghiaccio                                  |
| 52               | 6 лютого 2001     | Болонья                           | Італія           | Palamalaguti                                  |
| 53               | 8 лютого 2001     | Цюрих                             | Швейцарія        | Hallenstadion                                 |
| 54               | 10 лютого 2001    | Відень                            | Австрія          | Libro Music Hall                              |
| 55               | 11 лютого 2001    | Прага                             | Чехія            | Paegus Arena                                  |
| 56               | 13 лютого 2001    | Варшава                           | Польща           | Torwar                                        |
| 57               | 15 лютого 2001    | Берлін                            | Німеччина        | Velodrome                                     |
| 58               | 16 лютого 2001    | Копенгаген                        | Данія            | Forum                                         |
| 59               | 17 лютого 2001    | Осло                              | Норвегія         | Oslo Spektrum                                 |
| 60               | 19 лютого 2001    | Стокгольм                         | Швеція           | Ice Stadium                                   |
| 61               | 21 лютого 2001    | Гельсінкі                         | Фінляндія        | Ice Hall                                      |
| 62               | 24 лютого 2001    | Москва                            | Росія            | Olympisky Arena (Перенесено з 23 лютого 2001) |
| Азії (весна)     |                   |                                   |                  |                                               |
| 63               | 11 березня 2001   | Токіо                             | Японія           | Tokyo International Forum                     |
| 64               | 13 березня 2001   | Осака                             | Японія           | Osaka Castle Hall                             |
| 65               | 14 березня 2001   | Наґоя                             | Японія           | Nagoya Century Hall                           |
| 66               | 15 березня 2001   | Фукуока                           | Японія           | Fukuoka Sun Place                             |
| 67               | 17 березня 2001   | Хіросіма                          | Японія           | Hiroshima Sun Plaza Hall                      |
| 68               | 19 березня 2001   | Токіо                             | Японія           | NK Hall                                       |
| 69               | 20 березня 2001   | Токіо                             | Японія           | NK Hall                                       |
| 70               | 22 березня 2001   | Наґоя                             | Японія           | Nagoya Century Hall                           |
| Ozzfest          |                   |                                   |                  |                                               |
| 71               | 8 червня 2001     | Тінлі-Парк, штат Іллінойс         | США              | New World Music Theatre                       |
| 72               | 9 червня 2001     | Іст-Трой, штат Вісконсин          | США              | Alpine Valley Music Theatre                   |
| 73               | 12 червня 2001    | Ноблсвілл, штат Індіана           | США              | Verizon Wireless Music Center                 |
| 74               | 13 червня 2001    | Ноблсвілл, штат Індіана           | США              | Verizon Wireless Music Center                 |
| 75               | 18 червня 2001    | Меріленд-Гайтс, штат Міссурі      | США              | Riverport Amphitheater                        |
| 76               | 19 червня 2001    | Боннер-Спрінґс, штат Канзас       | США              | Sandstone Amphitheater                        |
| 77               | 22 червня 2001    | Денвер, штат Колорадо             | США              | Mile High Stadium                             |
| 78               | 25 червня 2001    | Джордж, штат Вашингтон            | США              | The Gorge                                     |
| 79               | 27 червня 2001    | Мерісвіл, штат Каліфорнія         | США              | Sacramento Valley Amphitheatre                |
| 80               | 30 червня 2001    | Девоур, штат Каліфорнія           | США              | G.H. Blockbuster Pavilion                     |
| 81               | 3 липня 2001      | Шерц, штат Техас                  | США              | Verizon Wireless Amphitheater                 |
| 82               | 5 липня 2001      | Даллас, штат Техас                | США              | Smirnoff Music Center                         |
| 83               | 7 липня 2001      | Атланта, штат Джорджія            | США              | HiFi Buys Amphitheatre                        |
| 84               | 13 липня 2001     | Вест-Палм-Біч, штат Флорида       | США              | Mars Music Amphitheater                       |
| 85               | 14 липня 2001     | Сент-Пітерсбург, штат Флорида     | США              | Tropicana Field                               |
| 86               | 17 липня 2001     | Шарлотт, штат Північна Кароліна   | США              | Verizon Wireless Amphitheater                 |
| 87               | 20 липня 2001     | Брістау, штат Вірджинія           | США              | Nissan Pavilion                               |
| 88               | 21 липня 2001     | Камден, штат Нью-Джерсі           | США              | Blockbuster Sony-E Center                     |
| 89               | 24 липня 2001     | Торонто                           | Канада           | The Docks                                     |
| 90               | 26 липня 2001     | Куагоґа-Фоллс, штат Огайо         | США              | Blossom Music Center                          |
| 91               | 28 липня 2001     | Барґеттстаун, штат Пенсильванія   | США              | Post Gazette Pavilion                         |
| 92               | 30 липня 2001     | Кларкстон, штат Мічиган           | США              | DTE Energy Music Theatre                      |
| 93               | 31 липня 2001     | Кларкстон, штат Мічиган           | США              | DTE Energy Music Theatre                      |
| 94               | 3 серпня 2001     | Колумбус, штат Огайо              | США              | Polaris Amphitheater                          |
| 95               | 5 серпня 2001     | Гартфорд, штат Коннектикут        | США              | Meadows Music Theatre                         |
| 96               | 7 серпня 2001     | Менсфілд, штат Массачусетс        | США              | Tweeter Center for the Performing Arts        |
| 97               | 8 серпня 2001     | Менсфілд, штат Массачусетс        | США              | Tweeter Center for the Performing Arts        |
| 98               | 11 серпня 2001    | Голмдел, штат Нью-Джерсі          | США              | PNC Bank Arts Center                          |
| 99               | 12 серпня 2001    | Голмдел, штат Нью-Джерсі          | США              | PNC Bank Arts Center                          |
| Азія (осінь)     |                   |                                   |                  |                                               |
| 100              | 18 серпня 2001    | Осака                             | Японія           | WTC Open Air Stadium                          |
| 101              | 19 серпня 2001    | Токіо                             | Японія           | Chiba Marine Stadium                          |
| Європа (осінь)   |                   |                                   |                  |                                               |
| 102              | 22 серпня 2001    | Порту                             | Португалія       | Ilha do Ermal Festival                        |
| 103              | 24 серпня 2001    | Лідс                              | Англія           | Carling Weekender                             |
| 104              | 25 серпня 2001    | Глазго                            | Шотландія        | The Gig on the Green                          |
| 105              | 26 серпня 2001    | Редінг                            | Англія           | Reading Festival                              |
| 106              | 29 серпня 2001    | Любляна                           | Словенія         | Rock Festival                                 |
| 107              | 30 серпня 2001    | Відень                            | Австрія          | 2 Days a Week                                 |
| 108              | 1 вересня 2001    | Констанц                          | Німеччина        | Rock am See                                   |
| 109              | 2 вересня 2001    | Гільдесгайм                       | Німеччина        | M'era Luna Festival                           |